# Sankt Markus kyrka, Majur
Sankt Markus kyrka (serbisk kyrilliska: Црква Светог Марка; latinska: Crkva Svetog Marka; kyrkslaviska: Це́рковь Свѧтого Ма́рка) är en serbisk-ortodox kyrkobyggnad belägen i byn i byn Majur i staden Šabac, i regionen Šumadija och västra Serbien i Serbien.
Kyrkan är helgad åt den romerske kejsaren Konstantin den store och hans mor, Helena. Den tillhör Šabacs stift.

## Historik
Sankt Markus kyrka i Majur började att byggas den 31 juli 1994 sod klar den 23 juli 1995.

## Kyrkan
- Kyrkans yta är 250 kvadratmeter.[1]
- Klocktornets höjd är 20 meter.[1]

## Bilder

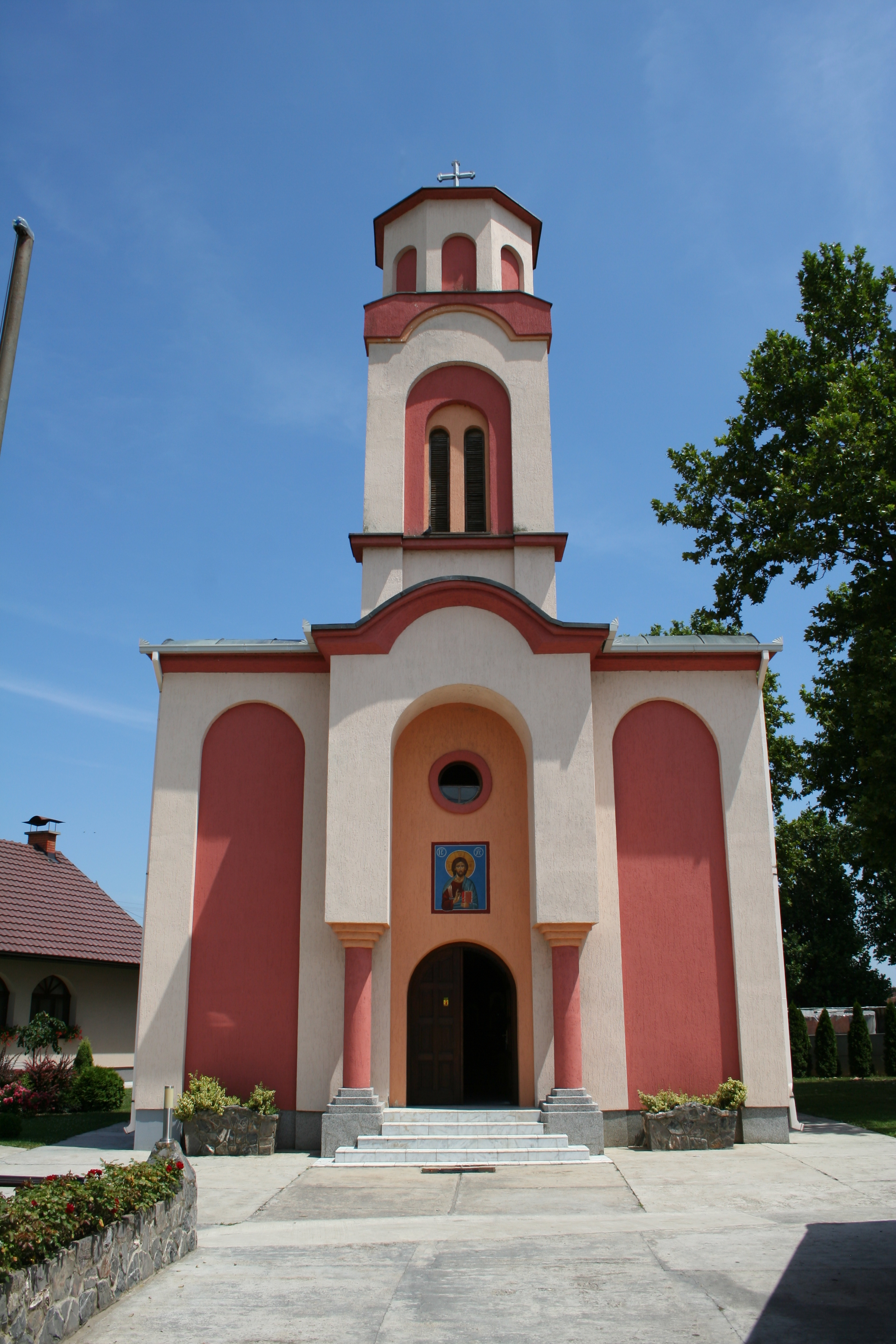
Framsidan och ingången.
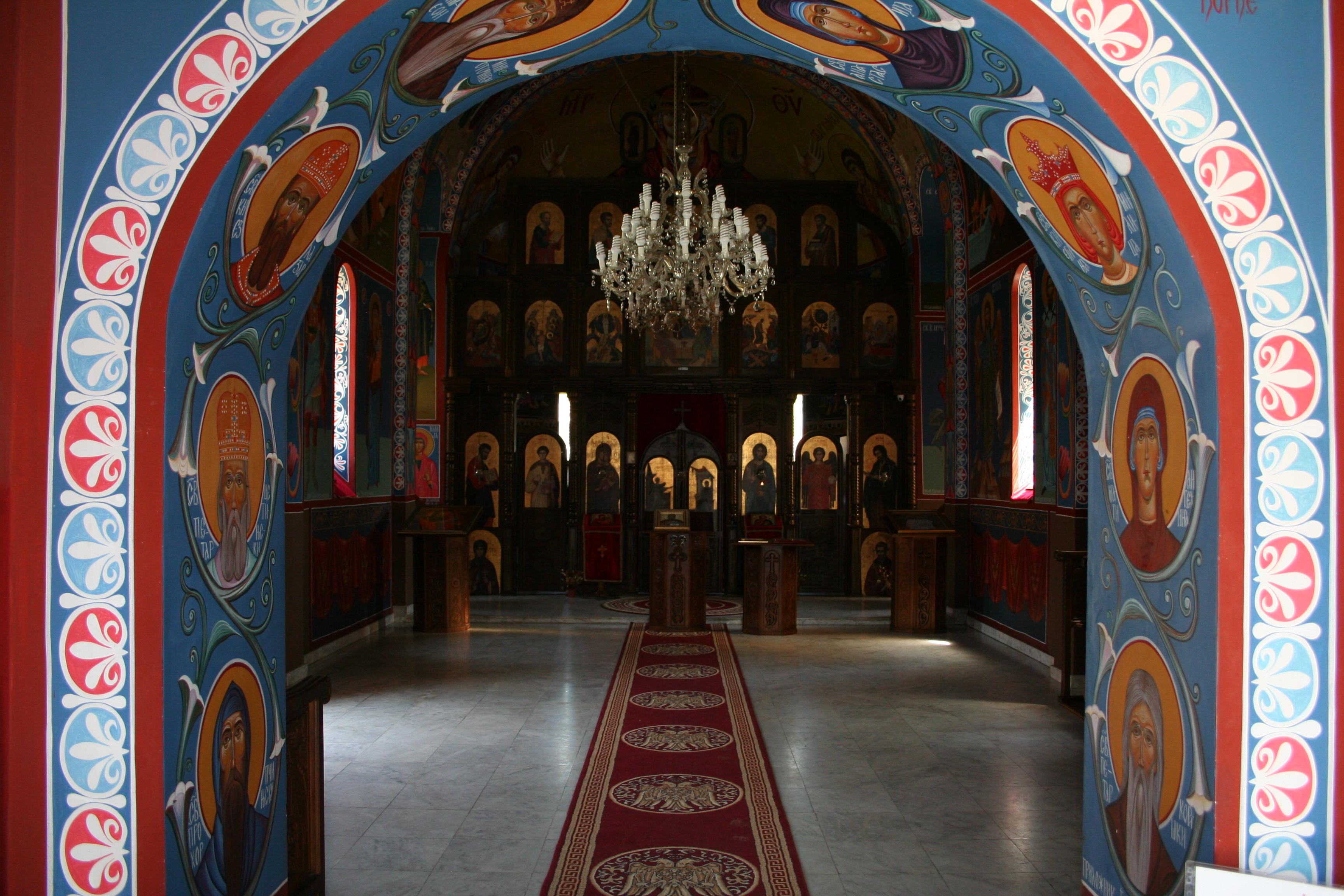
Kyrkans interiör mot ikonostasen.
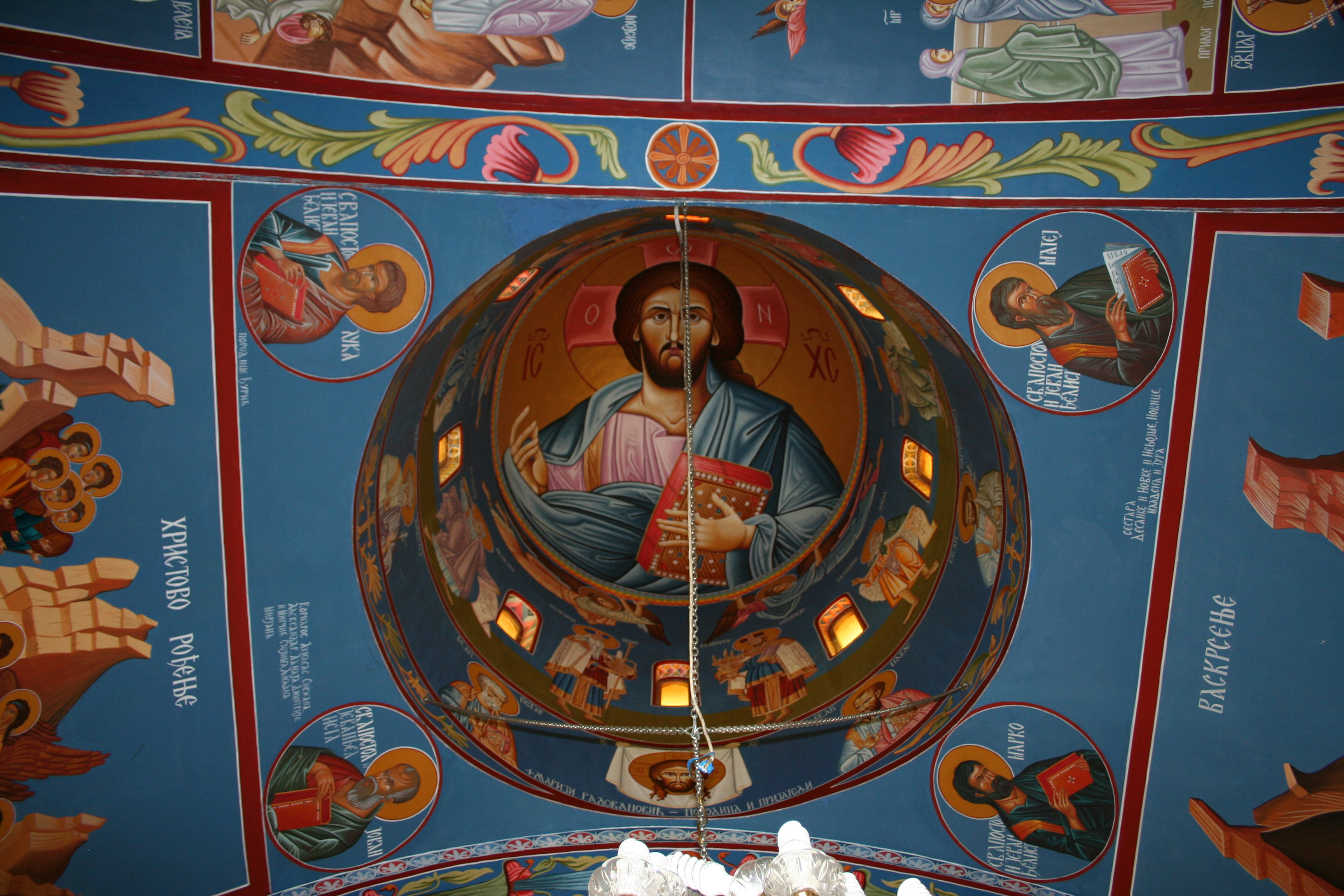
Kristus pantokrator avbildad på kupolen.
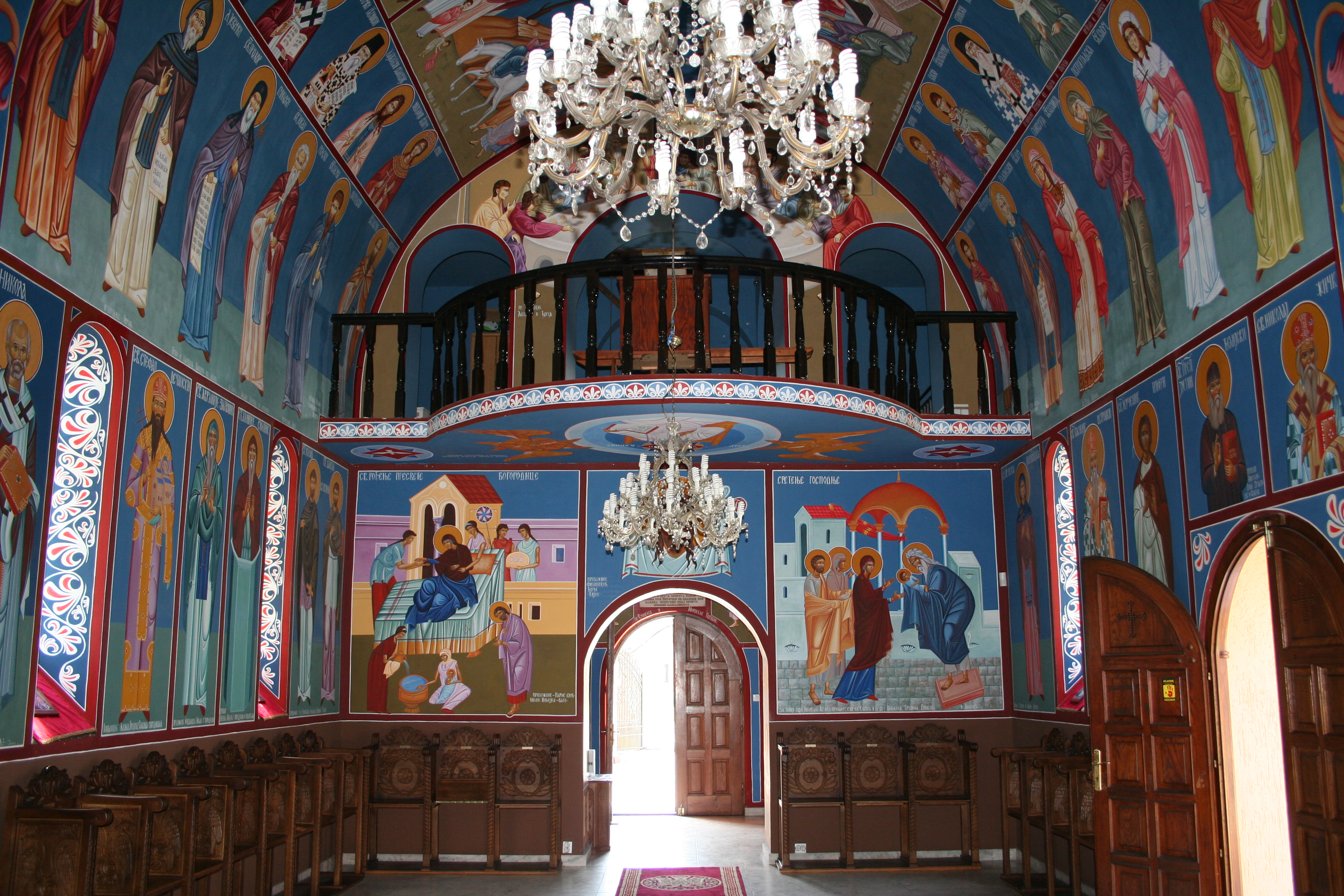
Interiören mot utgången.
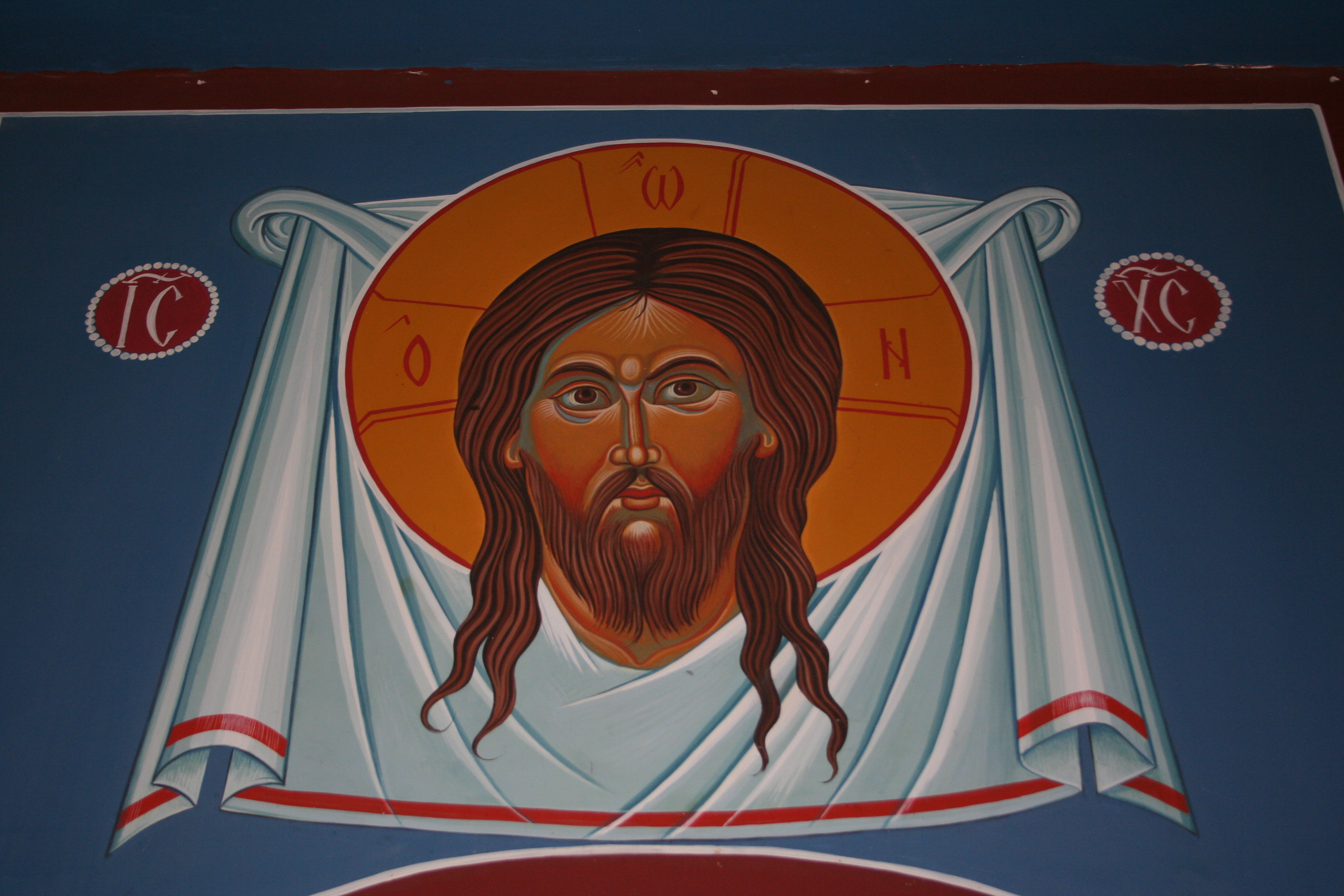
Mandylionmålning.
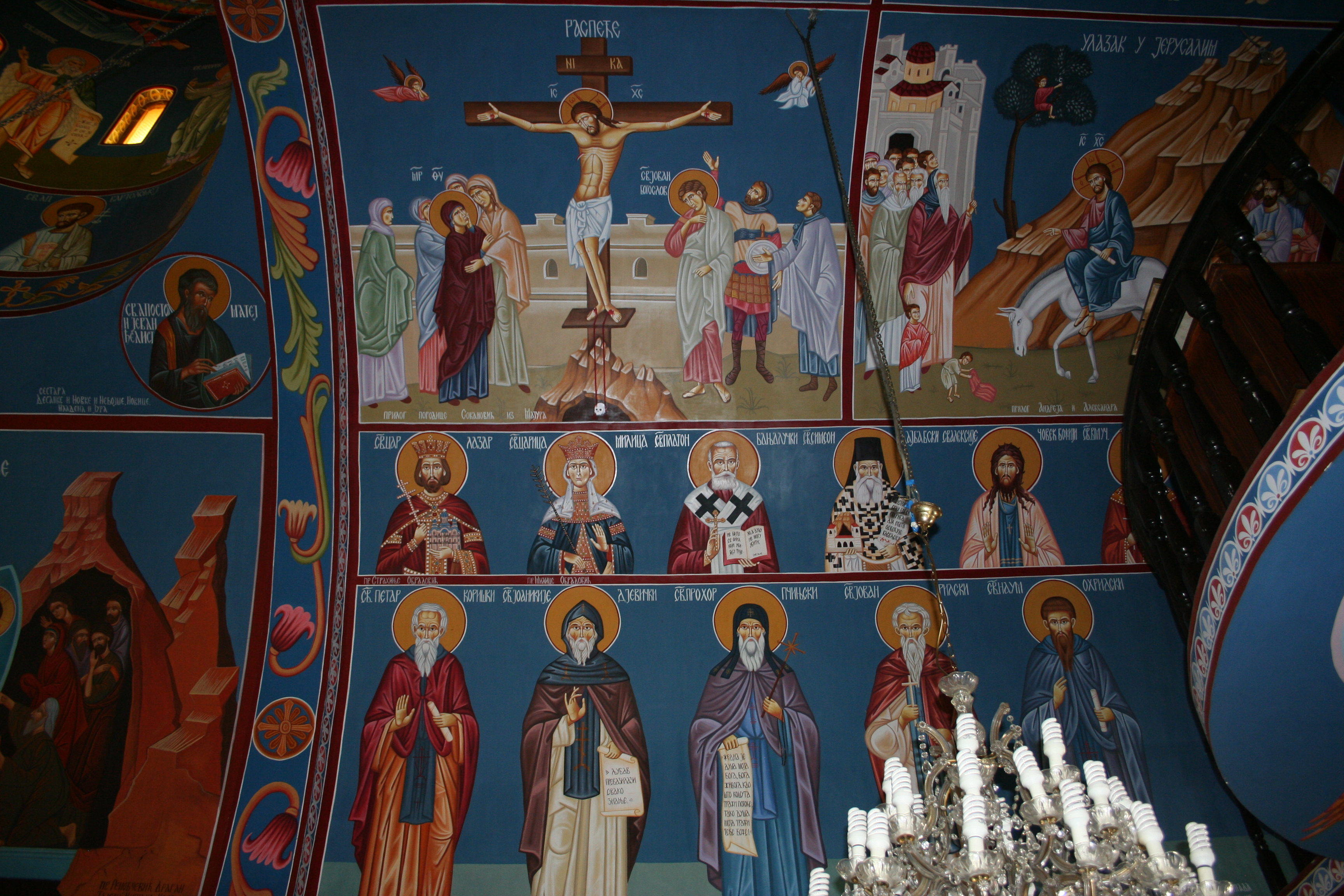
Målningar föreställande bland annat Jesu korsfästelse.